# USS Bulmer (DD-222)
Za druga plovila z istim imenom glejte USS Bulmer.
USS Bulmer (DD-222) je bil rušilec razreda Clemson v sestavi Vojne mornarice Združenih držav Amerike.
Rušilec je bil poimenovan po kapitanu Roscou Bulmerju.